# Bruntál (huyện)
Huyện Bruntál (tiếng Séc: Okres Bruntál) là một huyện (okres) nằm trong vùng Moravia–Silesia của Cộng hòa Séc. Huyện Bruntál có diện tích 1658 km², dân số năm 2002 là 104480 người. Thủ phủ huyện đóng ở Bruntál. Huyện này có 67 khu tự quản.

## Các khu tự quản
Huyện Bruntál có 67 khu tự quản sau: